# Kazuhiko Nishi
Kazuhiko Nishi (jap. 西 和彦, Nishi Kazuhiko; * 10. Februar 1956 in Kobe, Japan) ist ein ehemaliger Microsoft-Mitarbeiter und Entwickler des MSX-Standards für Homecomputer.
Nishi arbeitete bis ins Jahr 1986 für Microsoft als Vizepräsident für die ostasiatischen Geschäfte (Vice President of the Far East operations).
Danach arbeitete er für die von ihm gegründete ASCII Corporation und entwickelte zusammen mit dem NEC Geschäftsführer Kazuya Watanabe den MSX-Standard. Er ist Mitglied verschiedener Vorstandsbereiche, wozu auch das Ministry of Posts and Telecommunications und das Ministry of International Trade and Industry gehören. Er ist auch Präsident der MSX Association, einer Organisation, die sich mit der Weiterentwicklung des MSX Standards beschäftigt. Heute (Stand 2020) ist er Schulleiter der Suma Gakuen Highschool in Kobe, Japan

## Insolvenzverfahren
Im März 2023 befand sich Nishi in Japan in einem Insolvenzverfahren – angeblich aufgrund uneinbringlicher Forderungen, die er nach seinem Ausscheiden bei ASCII geerbt hatte. Am 25. April 2025 gab Nishi auf seinem Twitter-Account bekannt, dass er sich auch dazu entschieden habe, für den Geschäftskredit eines Freundes zu bürgen. Nishi informierte über die aktuelle Lage und erklärte, das Verfahren sei nun abgeschlossen und seine Schulden (vermutlich 11,5 Milliarden Yen) seien erlassen.
Laut einem alten Artikel der New York Times stellte Nishi seinen Reichtum mit einem extravaganten Stil zur Schau, der auch die Helikopterfahrt von Meeting zu Meeting einschloss. Im selben Artikel wird Nishi auch als „eher visionärer und charismatischer Verkäufer als Ingenieur“ bezeichnet. Der Artikel, der ein Profil des gefallenen ehemaligen ASCII-Geschäftsmannes Nishi beschreibt und erklärt, wie es zum Bankrott kam, stammt vom Autor Andrew Pollack.

## Kritik an Wikipedia
2006 geriet Nishi mit anderen Nutzern in einen heftigen Streit über den Inhalt dieses Artikels über sich selbst. In einem Interview mit J-CAST sagte er: „Er war so weit von der Wahrheit entfernt, so verworren, dass ich es nicht ertragen konnte.“ „Er wurde nach Ermessen des Herausgebers (Wikipedian) bearbeitet und wurde nur unter Freunden damit herumgespielt.“ „2channel und Wikipedia sind dasselbe.“ Und „Wikipedia ist einfach nur kopieren und einfügen ausschneiden. Es ist, als würden sie Lügen mit Lügen überziehen.“ Wikipedia-Bearbeitungsrichtlinien, die Nishi Kazuhiko kritisiert J-CAST, 30. November 2006.
Darüber hinaus kritisierte er etwa drei Jahre später auch Wikipedia und sagte: „Das Problem mit Wikipedia und der japanischen Wikipedia ist, dass Wiki die Endung Pedia verwendet und vorgibt, eine Enzyklopädie zu sein.“ „Es ist wie eine Jauchegrube im Internet, eine Mischung aus Wahrheit, Lüge, Ignoranz, Vorurteilen, Neid und Eitelkeit.“ Und: „Jeder kann Wikipedia bearbeiten, wenn ihm der Inhalt eines Artikels nicht gefällt.“ Deshalb kann es zu Meinungsverschiedenheiten bei der Wikipedia-Bearbeitung kommen, aber die Redakteure der japanischen Wikipedia (Wikipedianer) haben das Sagen, und weil sie willkürlich und voreingenommen sind, siegt die Macht, nicht die Wahrheit. Letztendlich kann aufgrund der „unendlichen Macht“ anonymer Menschen jeder, der will, Wer die Wahrheit schreibt, muss auf halbem Weg aufgeben.

## Meijyo-Gakuin-Vorfall
Am 22. Juni 2019 wurde Nishi zum Vorstandsvorsitzenden der Meijo-Gakuin-Schulgesellschaft ernannt.  Es wurde über die neue Vorstandsstruktur und die Besetzung der Vorstandspositionen entschieden. Nishi, die Nachfolgerin der ehemaligen Vorsitzenden (damals 61 Jahre alt), die aufgrund der Veruntreuung von 100 Millionen Yen aus dem Vermögen von Myojo Gakuin in virtuelle Währung zurückgetreten war, wurde entlassen. Danach stellte sich heraus, dass die Anzahlung in Höhe von 2,1 Milliarden Yen für den Verkauf des Grundstücks für die Meijo-Gakuin-Oberschule nicht verbucht war. Nishi erwog daraufhin, Strafanzeige wegen Vertrauensbruchs gegen den ehemaligen Vorsitzenden zu erstatten.
Der Vorstand der Meijo Gakuin entließ Nishi am 24. August 2019 von seinem Amt als Vorsitzender.
Im Dezember 2019 wurde der ehemalige Vorsitzende wegen Unterschlagung verhaftet. . Nishi, der am 6. Dezember in Osaka eine Pressekonferenz abhielt, wies darauf hin, dass der ehemalige Präsident weiterhin Mitglied des Schulverbands Myojo Gakuin sei. Siehe auch: Vorfall um Meijyo Gakuin.